# اولارد
اولارد (به سوئدی: Ullared) یک سکونتگاه مسکونی در سوئد است که در Falkenberg Municipality واقع شده‌است.

## خصوصیات
اولارد ۱٫۳۵ کیلومترمربع مساحت و ۷۹۱ نفر جمعیت دارد.